# Željko Šakić
Željko Šakić, né le 14 avril 1988, à Zagreb, en république socialiste de Croatie, est un joueur croate de basket-ball. Il évolue au poste d'ailier.

## Palmarès
- Champion de Bosnie-Herzégovine 2011, 2012
- Coupe de Bosnie-Herzégovine 2012
- Coupe de Bulgarie 2016